# Sandi
Sandi je moško osebno ime. Ponekod se uporablja tudi kot žensko ime.

## Izvor imena
Ime Sandi je skrajšana oblika imena Aleksander.

## Različice imena
Sander, Sandij, Sandio, Sando, Sandor, Sandrijano, Sandrino, Sandro, Sendi, Šandor

## Pogostost imena
Po podatkih Statističnega urada Republike Slovenije je bilo na dan 31. decembra 2007 v Sloveniji število moških oseb z imenom Sandi: 2.234. Med vsemi moškimi imeni pa je ime Sandi po pogostosti uporabe uvrščeno na 104. mesto.

## Osebni praznik
V koledarju je ime Sandi z različicami uvrščeno k imenu Aleksander.